# Begonia crystallina
Espèce
Begonia crystallina est une espèce de plantes de la famille des Begoniaceae.
Elle a été décrite en 2005 par Yu Min Shui et Wen Hong Chen.